# Franz Joseph Aumann
Pour les articles homonymes, voir Aumann.
Franz Joseph Aumann (également Auman, Aumon ; Traismauer, 24 février 1728 – Sankt Florian, 30 mars 1797) est un compositeur autrichien. 

## Biographie
Il naît d'un père maître d'école et organiste qui lui donne ses premières leçons de musique. Il est à Vienne en 1745. Avant que sa voix ne mue, il chante dans le même chœur viennois que Michael Haydn et Johann Georg Albrechtsberger, les compositeurs avec lesquels il a ensuite échangé des manuscrits. En raison de cette circulation des œuvres, il n'est pas surprenant que certaines de ses musiques aient été à tort attribuées à Haydn. Cependant, sa Missa Profana, satirisant le bégaiement et le mauvais chant d'un maître d'école, était autrefois attribué à Wolfgang Amadeus Mozart. À Vienne, il se forme à la base continue avec Giovanni Boog.
Aumann est ordonné prêtre au sein de l'Ordre des Augustins de Saint-Florian en 1756, y restant jusqu'à la fin de sa vie, au poste de chef de chœur. Il dit parfois la messes, mais en compose beaucoup.
La musique d'Aumann était une grande partie du répertoire de Saint-Florian au XIXe siècle et Anton Bruckner lui-même, fait usage de cette ressource pour ses études de contrepoint. Bruckner concentre une grande partie de son attention sur les respons de Noël d'Aumann et un Ave Maria en ré majeur. Bruckner, qui aimait ses harmonies décorées, ajouta en 1879 un accompagnement de trois trombones à ses Ecce quomodo moritur justus et Tenebrae factae sunt.

## Œuvres
Franz Joseph Aumann laisse 37 messes avec orchestre (dont quatre sont perdues), 12 requiems (un perdu), 22 offertoires (3 perdus), des Vêpres, 29 Psaumes, 25 Magnificat, 10 litanies, 4 Te Deum, 8 respons et quelques autres œuvres. Avec texte allemand, il a composé une Missa germanica (Wir werfen uns darnieder), 4 oratorios de la Passion (dont deux sont perdus), des arias et mélodies avec orchestre. Il laisse aussi au moins une symphonie (et deux d'attribution douteuse), 9 divertimentos autant de cassations, 7 parthias, une Sérénade. L'œuvre d'Aumann comprend également de la musique instrumentale, notamment certains des premiers quintettes à cordes.

## Discographie
- Gunar Letzbor, Franz Joseph Aumann - Requiem, Sankt Florianer Sängerknaben, Ars Antiqua Austria. Pan Classics PC 10234, 23-26 août 2008 (avec Ecce quomodo moritur justus, Tenebrae factae sunt et Te Deum) (OCLC 780238564)
- Sinfonische Raritäten aus dem Kloster Scheyern : Symphonie en ut majeur - Arsatius Consort, dir. Georg Brunner (1996, Musica Bavarica) (OCLC 605153079)